# نمل مجنون
نمل مجنون (الاسم العلمي: Paratrechina)، جنس نمل من فصيلة نمليات. يحتوي على ستة أنواع، أحدها، النمل المجنون طويل القرون (Paratrechina longicornis)، هو آفة منتشرة على نطاق واسع.

## الأنواع
- Paratrechina ankarana LaPolla & Fisher, 2014
- Paratrechina antsingy LaPolla & Fisher, 2014
- Paratrechina kohli (Forel, 1916)
- نمل مجنون طويل القرون (Latreille, 1802)
- Paratrechina umbra (Zhou & Zheng, 1998)
- Paratrechina zanjensis LaPolla, Hawkes & Fisher, 2013

## التوزيع
معظم أنواع النمل المجنون موطنها أفريقيا جنوب الصحراء الكبرى ومدغشقر، لكن عثر على نوعه النمل المجنون الظلي (Paratrechina umbra) في جنوب الصين وموطنه الأصلي جنوب شرق آسيا. النوع الوحيد الموجود خارج هذه المناطق هو النمل المجنون طويل القرون، والذي أدخله الإنسان إلى المناطق الاستوائية في جميع أنحاء العالم. النطاق الأصلي لنمل المجنون طويل القرون غير معروف حاليًا، ولكن يُعتقد أنه من أصل أفريقي أو آسيوي. على الرغم من أنه تم العثور عليه في الموائل غير المضطربة في جنوب شرق آسيا، الإقليم المداري الإفريقي هي مركز تنوع النمل المجنون. يوجد النمل المجنون الزنجباري (Paratrechina zanjensis)، وهو النوع الشقيقة المزعومة لنمل المجنون طويل القرون، على وجه التحديد في غابات ميومبو عبر وسط وشرق إفريقيا (بما في ذلك أنغولا وزامبيا وتنزانيا وموزمبيق)، ويعتبر النمل المجنون طويل القرون أيضًا ضليع في الغابات.